# East London Line
| British Rail Class 378 in der Nähe von Hoxton |                      |                                            |                                            |
| |                      |                                            |                                            |
| Kursbuchstrecke: | 415                  |                                            |                                            |
| Streckenlänge: | 7,4 km               |                                            |                                            |
| Spurweite: | 1435 mm (Normalspur) |                                            |                                            |
| Stromsystem: | 700 V =              |                                            |                                            |
| Zweigleisigkeit: | durchgehend          |                                            |                                            |
| |                      |                                            |                                            |
| \| \| \| North London Line nach Richmond \| \| \| \| \| \| \| \| \| \| Northern City Line nach Finsbury Park \| \| \| \| \| Highbury & Islington \| \| \| \| \| Northern City Line nach Moorgate \| \| \| \| \| East Coast Main Line \| \| \| \| \| Canonbury \| \| \| \| \| Mildmay Park (1880–1934) \| \| \| \| \| \| \| \| \| \| Dalston Kingsland \| \| \| \| \| North London Line nach Stratford \| \| \| \| \| Dalston Junction (1986–2010 geschl.) \| \| \| \| \| \| \| \| \| \| Haggerston (1940–2010 geschl.) \| \| \| \| \| Regent’s Canal \| \| \| \| \| Hoxton \| \| \| \| \| Shoreditch (1940 geschl.) \| \| \| \| \| Kingsland Viaduct \| \| \| \| \| Broad Street (1986 geschl.) \| \| \| \| \| Shoreditch High Street \| \| \| \| \| Liverpool Street GEML/WAML \| \| \| \| \| Shoreditch (2006 geschl.) \| \| \| \| \| \| \| \| \| \| Whitechapel \| \| \| \| \| zur District Line/Hammersmith & City Line \| \| \| \| \| \| \| \| \| \| Shadwell \| \| \| \| \| Wapping \| \| \| \| \| Thames Tunnel unter der Themse \| \| \| \| \| Rotherhithe \| \| \| \| \| Canada Water \| \| \| \| \| \| \| \| \| \| Surrey Quays \| \| \| \| \| nach Clapham Junction \| \| \| \| \| South Eastern Main Line nach London Bridge \| \| \| \| \| \| \| \| \| \| New Cross \| \| \| \| \| South Eastern Main Line \| \| \| \| \| \| \| \| \| \| Brighton Main Line \| \| \| \| \| Überwerfung New Cross Gate \| \| \| \| \| New Cross Gate TMD \| \| \| \| \| \| \| \| \| \| \| \| \| \| \| New Cross Gate \| \| \| \| \| Nunhead–Lewisham \| \| \| \| \| Brockley \| \| \| \| \| Catford Loop Line \| \| \| \| \| Honor Oak Park \| \| \| \| \| Forest Hill \| \| \| \| \| Sydenham \| \| \| \| \| Sydenham Junction \| \| \| \| \| Chatham Main Line \| \| \| \| \| Penge West \| \| \| \| \| Anerley \| \| \| \| \| nach Beckenham Junction \| \| \| \| \| Bromley Junction \| \| \| \| \| Crystal Palace \| \| \| \| \| \| \| \| \| \| Norwood Junction \| \| \| \| \| Brighton Main Line \| \| \| \| \| West Croydon \| \| \| \| \| nach Sutton \| \| |                      |                                            |                                            |
| Strecke |                      | North London Line nach Richmond            | North London Line nach Richmond            |
| Abzweig geradeaus und von links (Strecke außer Betrieb) · Abzweig geradeaus und ehemals nach rechts |                      |                                            |                                            |
| Strecke von links (im Tunnel) · Kreuzung mit Tunnelstrecke (Strecke geradeaus außer Betrieb) · Kreuzung mit Tunnelstrecke |                      | Northern City Line nach Finsbury Park      | Northern City Line nach Finsbury Park      |
| |                      | Highbury & Islington                       |                                            |
| Strecke nach rechts (im Tunnel) · Strecke · Strecke |                      | Northern City Line nach Moorgate           | Northern City Line nach Moorgate           |
| Strecke · Abzweig geradeaus und von links |                      | East Coast Main Line                       | East Coast Main Line                       |
| Haltepunkt / Haltestelle · Haltepunkt / Haltestelle |                      | Canonbury                                  | Canonbury                                  |
| Strecke · ehemaliger Haltepunkt / Haltestelle |                      | Mildmay Park (1880–1934)                   | Mildmay Park (1880–1934)                   |
| Abzweig geradeaus und ehemals von links · Abzweig geradeaus und ehemals nach rechts |                      |                                            |                                            |
| Strecke · Bahnhof |                      | Dalston Kingsland                          | Dalston Kingsland                          |
| Abzweig geradeaus und ehemals von links · Abzweig ehemals quer und nach links |                      | North London Line nach Stratford           | North London Line nach Stratford           |
| Bahnhof |                      | Dalston Junction (1986–2010 geschl.)       | Dalston Junction (1986–2010 geschl.)       |
| Strecke geradeaus |                      |                                            |                                            |
| Bahnhof |                      | Haggerston (1940–2010 geschl.)             | Haggerston (1940–2010 geschl.)             |
| |                      | Regent’s Canal                             |                                            |
| Bahnhof |                      | Hoxton                                     | Hoxton                                     |
| ehemaliger Haltepunkt / Haltestelle |                      | Shoreditch (1940 geschl.)                  | Shoreditch (1940 geschl.)                  |
| Strecke von links (außer Betrieb) · Abzweig geradeaus und ehemals nach rechts |                      | Kingsland Viaduct                          | Kingsland Viaduct                          |
| Kopfbahnhof Ende Hochstrecke (Strecke außer Betrieb) · Strecke |                      | Broad Street (1986 geschl.)                | Broad Street (1986 geschl.)                |
| Bahnhof |                      | Shoreditch High Street                     | Shoreditch High Street                     |
| Kopfbahnhof Streckenanfang und quer · Abzweig quer und ehemals von rechts · Kreuzung |                      | Liverpool Street GEML/WAML                 | Liverpool Street GEML/WAML                 |
| Haltepunkt / Haltestelle (Strecke außer Betrieb) · Strecke |                      | Shoreditch (2006 geschl.)                  | Shoreditch (2006 geschl.)                  |
| Strecke nach links (außer Betrieb) · Abzweig geradeaus und ehemals von rechts |                      |                                            |                                            |
| Bahnhof |                      | Whitechapel                                | Whitechapel                                |
| Abzweig geradeaus und ehemals von rechts |                      | zur District Line/Hammersmith & City Line  | zur District Line/Hammersmith & City Line  |
| Tunnelanfang |                      |                                            |                                            |
| Bahnhof (im Tunnel) |                      | Shadwell                                   | Shadwell                                   |
| Haltepunkt / Haltestelle (im Tunnel) |                      | Wapping                                    | Wapping                                    |
| |                      | Thames Tunnel unter der Themse             |                                            |
| Haltepunkt / Haltestelle (im Tunnel) |                      | Rotherhithe                                | Rotherhithe                                |
| Bahnhof (im Tunnel) |                      | Canada Water                               | Canada Water                               |
| Tunnelende |                      |                                            |                                            |
| Haltepunkt / Haltestelle |                      | Surrey Quays                               | Surrey Quays                               |
| Abzweig geradeaus und nach rechts |                      | nach Clapham Junction                      | nach Clapham Junction                      |
| Abzweig quer und von rechts · Kreuzung geradeaus unten · Strecke von rechts |                      | South Eastern Main Line nach London Bridge | South Eastern Main Line nach London Bridge |
| Strecke · Abzweig geradeaus und nach links · Kreuzung geradeaus oben · Strecke von rechts |                      |                                            |                                            |
| Strecke · Strecke |                      | New Cross                                  | New Cross                                  |
| Strecke · Strecke · Strecke nach links |                      | South Eastern Main Line                    | South Eastern Main Line                    |
| Strecke · Abzweig geradeaus und nach links · Strecke von rechts |                      |                                            |                                            |
| Strecke · Strecke geradeaus · Abzweig geradeaus und nach links · Strecke von rechts |                      | Brighton Main Line                         | Brighton Main Line                         |
| Strecke nach halblinks · Strecke nach halbrechts · Strecke · Strecke |                      | Überwerfung New Cross Gate                 | Überwerfung New Cross Gate                 |
| Strecke von halblinks · Strecke von halbrechts · Dienststation / Betriebs- oder Güterbahnhof · Strecke |                      | New Cross Gate TMD                         | New Cross Gate TMD                         |
| Strecke geradeaus · Abzweig geradeaus und von links · Abzweig quer und nach rechts · Strecke nach rechts |                      |                                            |                                            |
| Strecke nach links · Abzweig geradeaus und von rechts |                      |                                            |                                            |
| Bahnhof |                      | New Cross Gate                             | New Cross Gate                             |
| Kreuzung geradeaus unten |                      | Nunhead–Lewisham                           | Nunhead–Lewisham                           |
| Haltepunkt / Haltestelle |                      | Brockley                                   | Brockley                                   |
| Kreuzung geradeaus unten |                      | Catford Loop Line                          | Catford Loop Line                          |
| Haltepunkt / Haltestelle |                      | Honor Oak Park                             | Honor Oak Park                             |
| Bahnhof |                      | Forest Hill                                | Forest Hill                                |
| Bahnhof |                      | Sydenham                                   | Sydenham                                   |
| Strecke von links · Abzweig geradeaus und nach rechts |                      | Sydenham Junction                          | Sydenham Junction                          |
| Kreuzung geradeaus oben · Kreuzung geradeaus oben |                      | Chatham Main Line                          | Chatham Main Line                          |
| Strecke · Haltepunkt / Haltestelle |                      | Penge West                                 | Penge West                                 |
| Strecke · Bahnhof |                      | Anerley                                    | Anerley                                    |
| Abzweig geradeaus und von links · Kreuzung geradeaus unten |                      | nach Beckenham Junction                    | nach Beckenham Junction                    |
| Abzweig geradeaus und von links · Abzweig geradeaus und von rechts |                      | Bromley Junction                           | Bromley Junction                           |
| Bahnhof · Strecke |                      | Crystal Palace                             | Crystal Palace                             |
| Strecke nach rechts · Strecke |                      |                                            |                                            |
| Haltepunkt / Haltestelle |                      | Norwood Junction                           | Norwood Junction                           |
| Kreuzung links |                      | Brighton Main Line                         | Brighton Main Line                         |
| Bahnhof |                      | West Croydon                               | West Croydon                               |
| Strecke |                      | nach Sutton                                | nach Sutton                                |

Die East London Line ist eine Linie von London Overground. Sie verläuft in Nord-Süd-Richtung im East End und in den Docklands im Osten der britischen Hauptstadt London.
Die East London Railway Company eröffnete im Jahr 1869 die ursprüngliche Route durch den Thames Tunnel, dem weltweit ältesten Tunnel unter einem Fluss. In den folgenden Jahrzehnten betrieben mehrere Bahngesellschaften die Strecke gemeinsam. 1933 wurde die East London Line in das Netz der London Underground integriert, ab 1948 war sie im Besitz der öffentlichen Hand. Der U-Bahn-Betrieb endete im Dezember 2007. Danach war die gesamte Strecke zweieinhalb Jahre lang geschlossen, um sie vollständig erneuern und an beiden Enden verlängern zu können. Seit April 2010 ist sie wieder befahrbar und Bestandteil des Netzes von London Overground. Durch weitere Ergänzungen in den darauf folgenden Jahren entwickelte sich die einst kurze U-Bahn-Ergänzungslinie zum Herzstück eines Eisenbahnrings rund um das Zentrum Londons.
2024 wurde die Bezeichnung Windrush Line für die Overground-Verkehre auf der Strecke eingeführt. Manche Züge dieser Linie fahren auf der South London Line weiter nach Clapham Common.

## Geschichte

### Entstehung der East London Railway
Errichtet wurde die East London Railway durch die ähnlich lautende Gesellschaft East London Railway Company. An diesem Konsortium waren sechs verschiedene Bahngesellschaften beteiligt: Die Great Eastern Railway (GER), die London, Brighton and South Coast Railway (LB&SCR), die London, Chatham and Dover Railway (LCDR), die South Eastern Railway (SER), die Metropolitan Railway (MR) und die Metropolitan District Railway (MDR). Die beiden letztgenannten betrieben Strecken, die heute als Metropolitan Line, District Line und Hammersmith & City Line einen Teil der London Underground bilden.
Das Konsortium beabsichtigte, den zwischen 1825 und 1843 von Marc Isambard Brunel und Isambard Kingdom Brunel errichteten Thames Tunnel zu nutzen. Der Tunnel war ursprünglich für Pferdefuhrwerke gebaut worden, besaß ein großzügiges Lichtraumprofil und zwei Fahrbahnen, die durch Säulen getrennt waren. Allerdings diente der Tunnel letztlich nur als Fußgängerverbindung. Er verband Wapping am Nordufer der Themse mit Rotherhithe am Südufer. Zwar galt der Tunnel als Meisterleistung der Ingenieurskunst, doch in kommerzieller Hinsicht erwies er sich als totaler Fehlschlag. Außerdem war er in den 1860er Jahren ein Anziehungspunkt für Prostituierte und Diebe.
Zu dieser Zeit bildete der Tunnel die am östlichsten gelegene feste Verbindung zwischen dem Nord- und dem Südufer der Themse. Er lag in unmittelbarer Nähe der Docks auf beiden Seiten des Flusses und war nicht weit von den bestehenden Haupteisenbahnlinien entfernt. Mit dem Umbau des Tunnels für den Eisenbahnverkehr bot sich eine ideale Gelegenheit, die verschiedenen Strecken miteinander zu verbinden, ohne einen neuen Tunnel bauen zu müssen. Am 25. September 1865 erwarb die East London Railway Company den Thames Tunnel für 800.000 Pfund. Während der nächsten vier Jahre errichtete das Konsortium eine neue Eisenbahnstrecke durch den Tunnel.
Die Strecke wurde abschnittsweise in Betrieb genommen, abhängig von der Verfügbarkeit finanzieller Mittel:
- 7. Dezember 1869: Vom Bahnhof New Cross Gate (damals New Cross) nach Wapping. Der Betrieb erfolgte durch die LB&SCR, Zwischenstationen entstanden an der Deptford Road (heute Surrey Quays) und in Rotherhithe.
- 13. März 1871: Eröffnung eines Abzweigs von einem Punkt unmittelbar südlich des heutigen Bahnhofs Surrey Quays zum Bahnhof Old Kent Road an der South London Line. Der Betrieb auf dieser Route wurde 1911 eingestellt, die Schienen daraufhin entfernt.
- 19. April 1876: Von Wapping nach Shoreditch. Die Strecke verlief als Unterpflasterbahn, teilweise auf dem Grund eines aufgegebenen und heute zugedeckten Hafenbeckens. Bei Shoreditch entstand eine Verbindung zur Great Eastern Railway, um der LB&SCR den Zugang zum Bahnhof Liverpool Street zu ermöglichen. Zusätzlich Eröffnung der Bahnhöfe Shadwell und Whitechapel.
- 1. April 1880: Abzweig zum Bahnhof New Cross an der South Eastern Railway.
- 3. März 1884: Verbindung zwischen der Metropolitan Railway und der East London Railway südlich von Whitechapel. Dies ermöglichte es Zügen der Metropolitan Railway und der Metropolitan District Railway, den Fluss zu queren. Obwohl die Verbindung nach 1941 nicht mehr von Personenzügen befahren wurde, diente sie weiterhin zum Transfer leerer Züge zwischen der East London Line und dem Rest des Unterpflasterbahnnetzes.

### Nutzung in der Frühphase

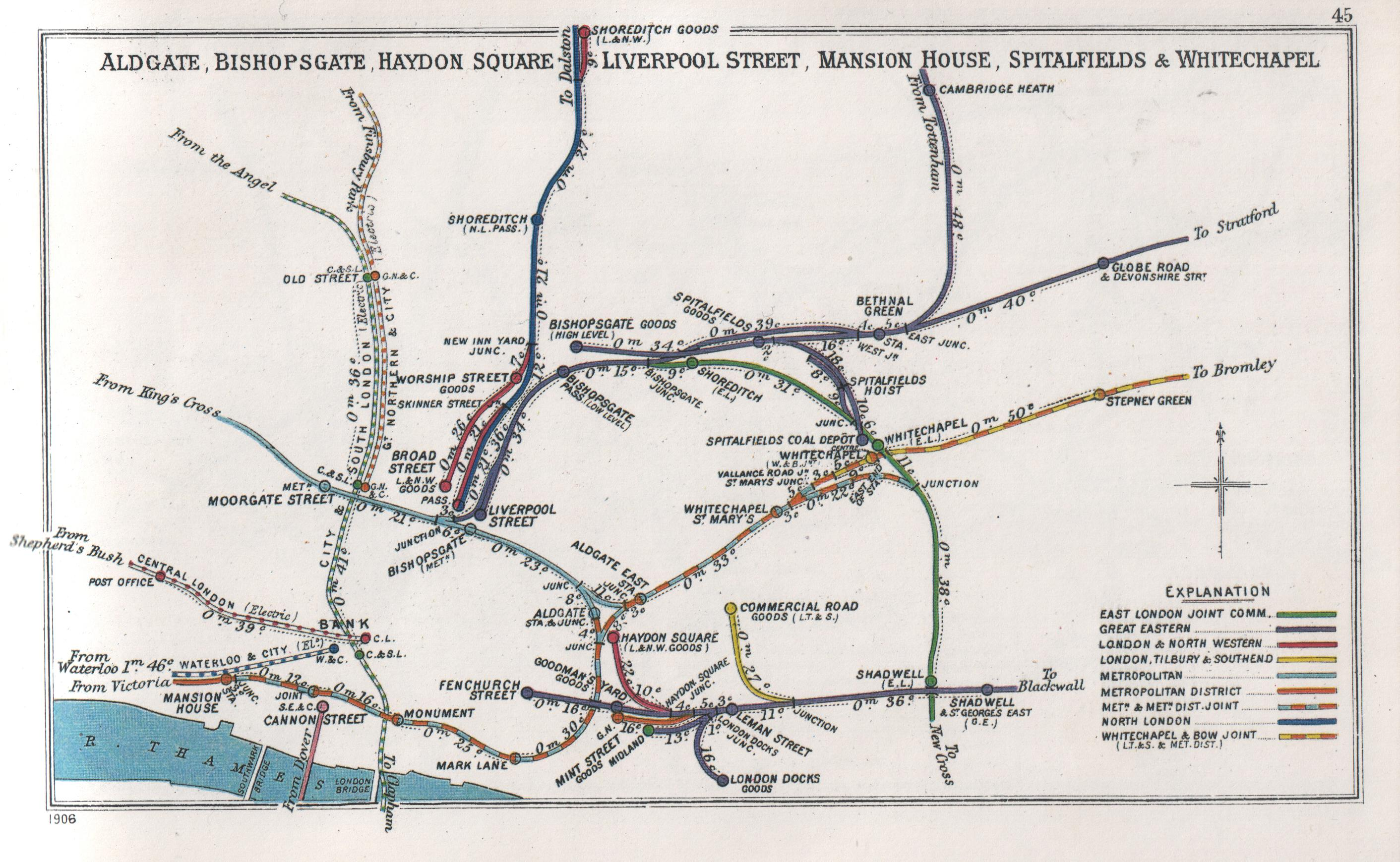
Nördlicher Teil der East London Railway (grün) und Anschlussstrecken im Jahr 1906 auf einer Karte des Railway Clearing House

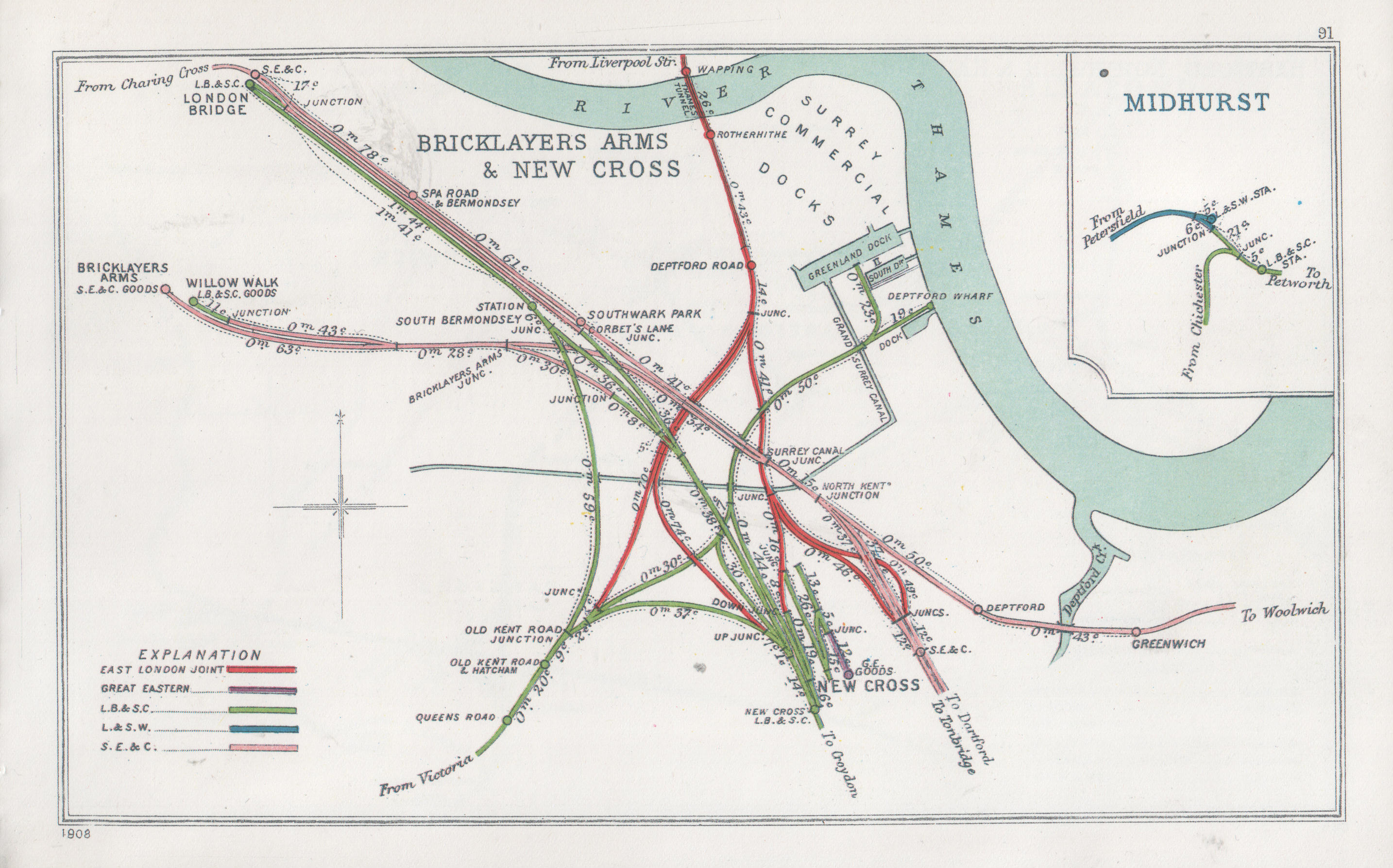
Südlicher Teil der East London Railway (rot) und Anschlussstrecken im Jahr 1908

Die East London Railway Company besaß die Infrastruktur, führte selbst aber keinen Zugverkehr durch. Stattdessen verpachtete sie die Strecke an die Muttergesellschaften. Zu Beginn verkehrten Dampfzüge der GER, der LB&SCR und der SER. Es gab sowohl Personen- als auch Güterverkehr. Reisezüge der LB&SCR verkehrten zwischen Liverpool Street und Croydon, von April 1880 bis März 1884 solche der SER zwischen Liverpool Street und Addiscombe. Die SER bot von März bis September 1884 Züge von Addiscombe nach St Mary’s an (gemeinsame Station von MR und MDR). Ab 1. Oktober 1884 nutzten Züge der MR und der MDR die Strecke, die von St Mary’s nach New Cross bzw. New Cross Gate verkehrten. Sechs Tage später begann der Betrieb von Direktzügen zwischen Hammersmith und New Cross bzw. New Cross Gate.
Vor der Erschließung der Kohleminen von Kent zu Beginn des 20. Jahrhunderts, war die zu Heizzwecken bestimmte Kohle aus dem Norden, die nach Südlondon und bis nach Maidstone und Brighton transportiert wurde, eine wichtige Einnahmequelle. Der Zugang am Nordende der Strecke war kompliziert: Die Züge waren auf 26 Waggons beschränkt; sie mussten in den Bahnhof Liverpool Street gestoßen und anschließend auf die East London Railway gezogen werden. Für größere Kapazität sorgte ab Oktober 1900 ein Waggonaufzug, der Waggons vom GER-Kohlendepot bei Spitalfields zu einem Abstellgleis an der East London Railway bei Whitechapel beförderte. Der Aufzug war bis 1967 in Betrieb.
Nach der Elektrifizierung des MDR-Streckennetzes verkehrten ab 31. Juli 1905 keine Züge dieser Gesellschaft mehr über die Strecke, die MR folgte am 2. Dezember 1906. Züge der LB&SCR und der GER verkehrten weiterhin, die SER nahm am 3. Dezember 1906 den Betrieb wieder auf. Später wurde die East London Railway ebenfalls elektrifiziert, wobei die Muttergesellschaften sich die Kosten teilten und die MR das Rollmaterial zur Verfügung stellte. Der elektrische Betrieb begann am 31. März 1913. MR-Züge verkehrten von den zwei südlichen Endstationen über Shoreditch und Edgware Road nach South Kensington, ab 1914 nach Hammersmith. Mit dem Inkrafttreten des Railways Act 1921 im Jahr 1923 ging der Güterverkehr an die London and North Eastern Railway über, während die MR weiterhin für den Personenverkehr zuständig war.

### Teil der London Underground

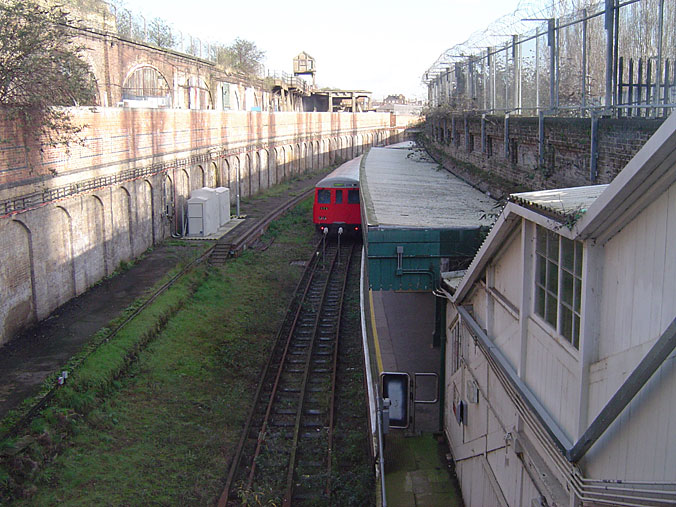
Die Station Shoreditch wurde im Juni 2006 geschlossen

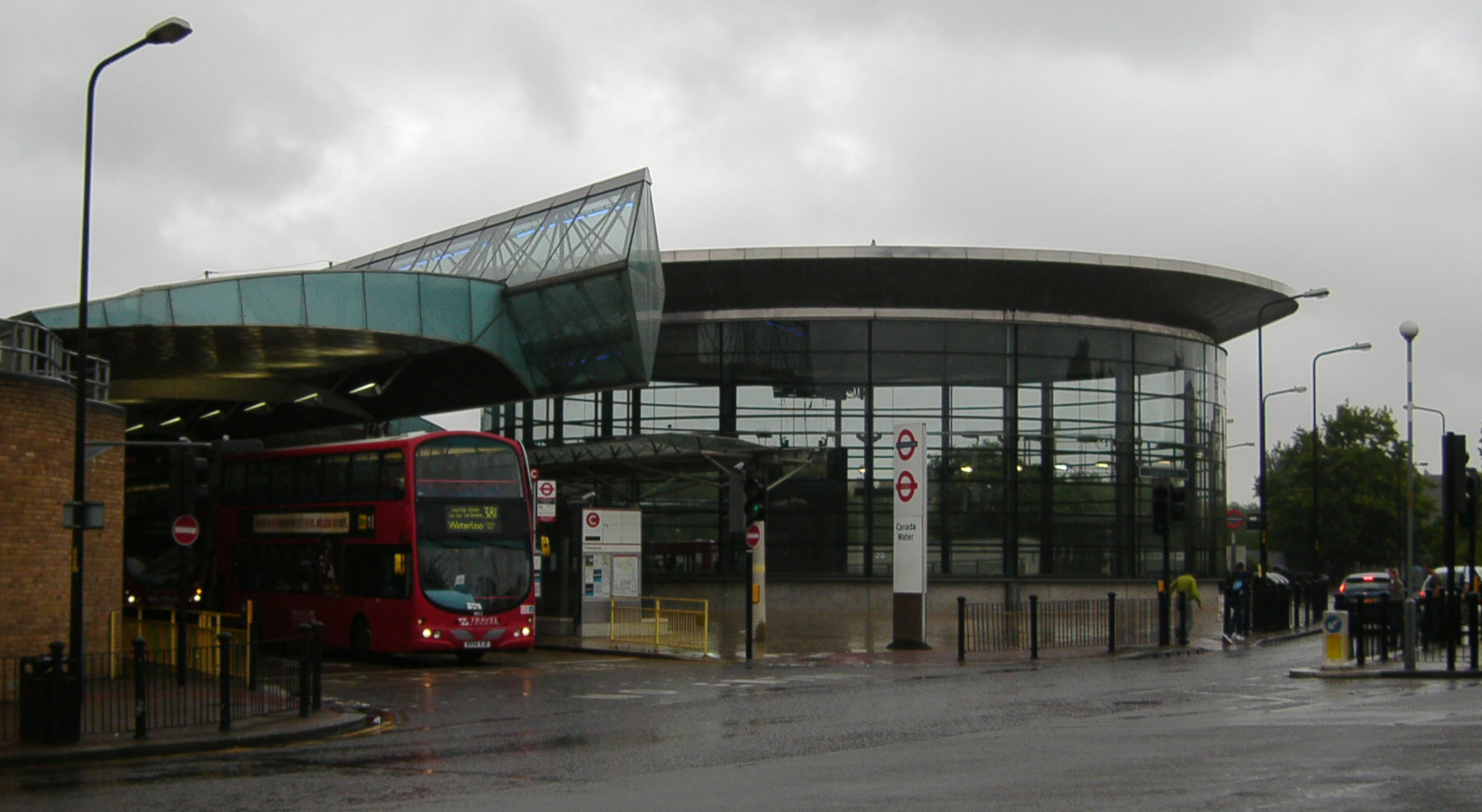
Bahnhof Canada Water

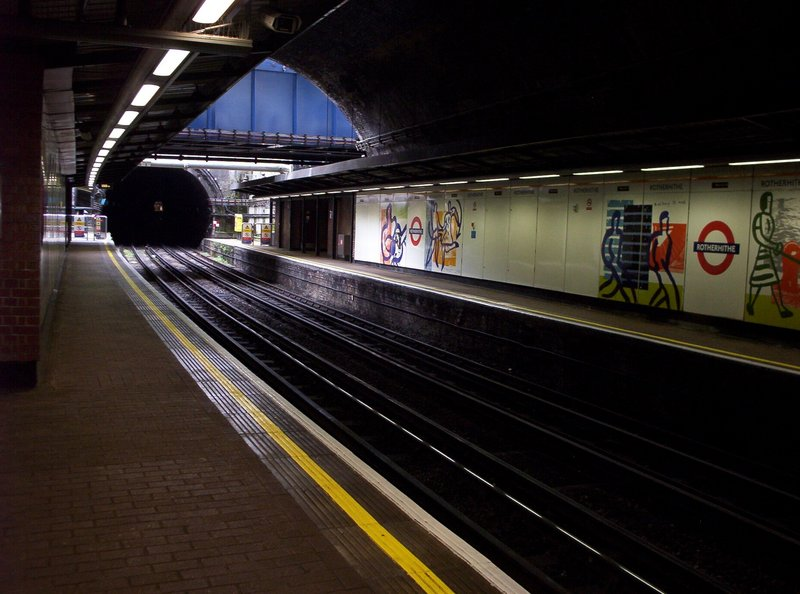
Bahnsteig der Station Rotherhithe

1933 gelangte die East London Railway unter die Kontrolle der staatlichen Behörde London Passenger Transport Board. Obwohl die Infrastruktur weiterhin in Privatbesitz blieb, wurde der Personenverkehr als Zweigstrecke der Metropolitan Line durchgeführt, als „East London Branch“. 1948 folgte die Verstaatlichung des gesamten U-Bahn-Netzes, das zusammen mit den Eisenbahnlinien unter die Aufsicht der British Transport Commission gestellt wurde. Güterzüge von British Rail (BR) nutzten die Strecke bis 1962, der spärliche Personenverkehr ab Liverpool Street bis 1966. Im selben Jahr entfernte man die Verbindungsstrecke zwischen Shoreditch und Liverpool Street. Der Betrieb nach Shoreditch selbst wurde ebenfalls reduziert, daraufhin diente Whitechapel die meiste Zeit als nördliche Endstation der Linie. Shoreditch wurde bis zur Schließung am 9. Juni 2006 nur noch an Werktagen während der Hauptverkehrszeit sowie an Sonntagen (wegen des beliebten Marktes in der Brick Lane) bedient, nicht jedoch an Samstagen.
Die Verbindung nach Hammersmith wurde ab 1936 nur noch während der Hauptverkehrszeit angeboten und 1941 schließlich ganz eingestellt. Dadurch verlor die East London Line an Bedeutung und war nun ein isoliertes Anhängsel am Rande des U-Bahn-Netzes. Die einzige Umsteigemöglichkeit zur Underground bestand in Whitechapel, während an den zwei Bahnhöfen in New Cross zu Zügen von British Rail umgestiegen werden konnte. In den 1980er und 1990er Jahren kamen jedoch zwei bedeutende Umsteigemöglichkeiten hinzu: Ab 1987 bediente die Docklands Light Railway Shadwell und 1999 wurde bei Canada Water eine neue Station errichtet, um eine Verknüpfung mit der verlängerten Jubilee Line zu schaffen.

#### Beschreibung der Strecke

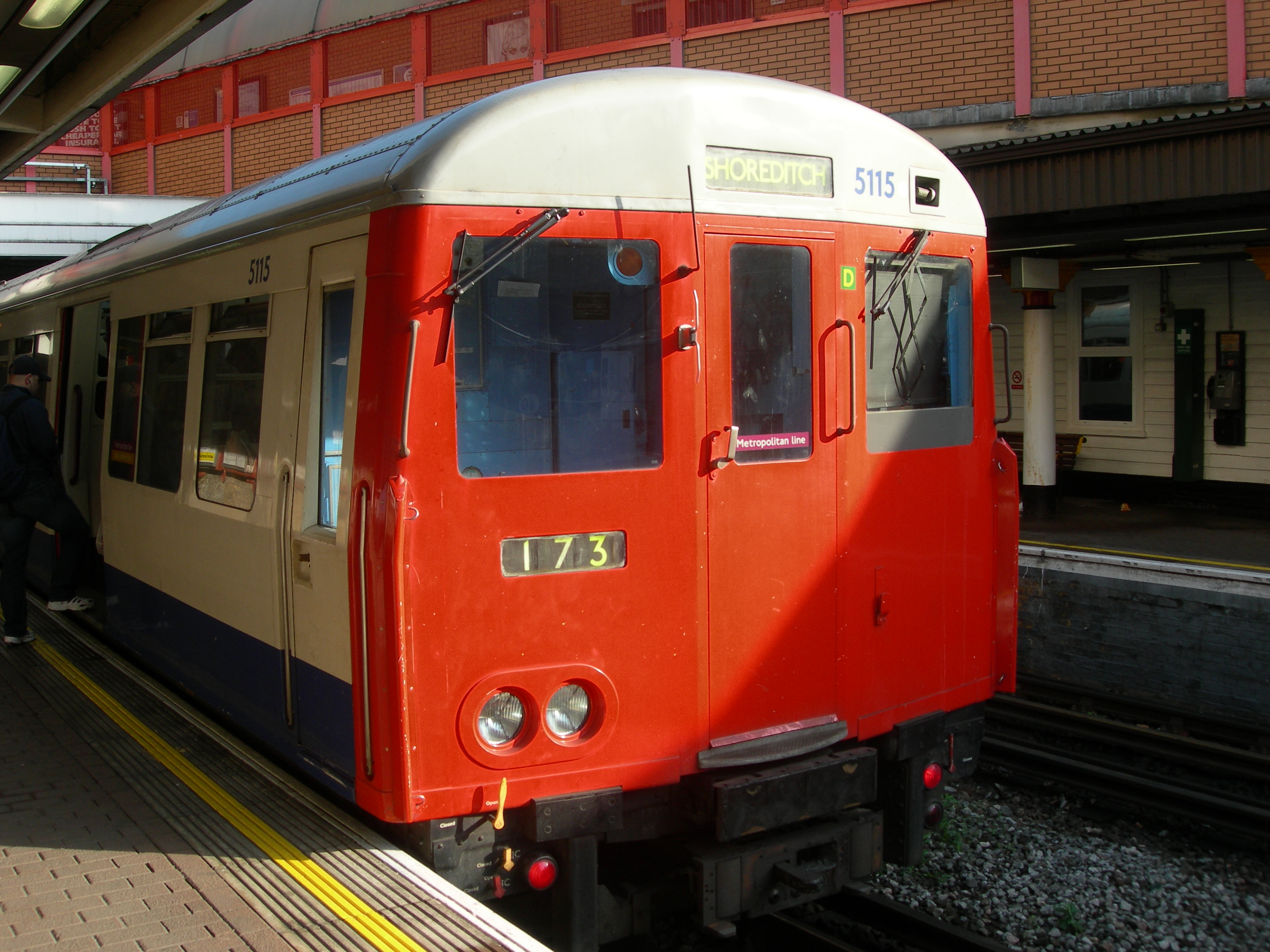
Zug des Typs A der Underground

Die East London Line war die einzige Linie der London Underground, die nicht die Travelcard-Tarifzone 1 berührte. Mit neun Kilometern Länge war sie nach der Waterloo & City Line die zweitkürzeste Linie, die gesamte Fahrzeit betrug lediglich 14 Minuten. An der Strecke lagen neun Stationen. Zwischen Shoreditch und Surrey Quays verlief die Linie in einem Tagbautunnel, der Rest der Strecke war ebenerdig oder lag in Einschnitten. Der tiefste Punkt befand sich in der Station Wapping am ursprünglichen Eingangsschacht des Thames Tunnel, 18,29 Meter unter der Erdoberfläche.
Unmittelbar südlich der Station Whitechapel bestand eine Verbindungsstrecke zur Metropolitan Line und zur District Line, die so genannte St Mary’s Curve. Diese Verbindung war seit 1941 für den fahrplanmäßigen Verkehr außer Betrieb, wurde aber regelmäßig genutzt, um Wagenmaterial zur Hauptbetriebswerkstätte Neasden zu transferieren. Die Kurve ist von Whitechapel aus leicht erkennbar, allerdings wurde im Januar 2008 eine Wand errichtet, sodass sie seither nicht mehr befahren werden kann.
Der größte Teil der Strecke war zweigleisig, die Station Shoreditch und der Zugang zu den beiden südlichen Endstationen waren jedoch wegen Platzmangels eingleisig ausgeführt. Es gab zwei Abschiedsfahrten, einmal am 16. Dezember 2007 mit dem historischen 1938 Tube Stock und am 22. Dezember 2007 ein Sonderzug der Mitarbeiter der East London Line. In der Nacht vom 22. auf den 23. Dezember 2007 fuhren die letzten Züge der East London Line.

#### Fahrzeuge
Die East London Line bildete einige Jahre lang eine Betriebsgruppe mit der Metropolitan Line. Bis zuletzt kamen die gleichen Fahrzeugtypen wie auf der Metropolitan zum Einsatz. Bis Mai 1985 gab es auf jedem Zug neben dem Fahrer auch einen Türwächter; die Ankündigung, letztere zu streichen, hatte einen erfolglosen Streik der National Union of Railwaymen zur Folge.
Die zuletzt eingesetzten Züge, gebaut in den frühen 1960er Jahren, unterzog man 1994 einer Modernisierung, wobei man Federung, Beleuchtung, Heizung und Ventilation verbesserte. Es wurden insgesamt fünf Züge mit je vier Wagen eingesetzt. Bei New Cross befand sich ein kleiner Betriebshof mit einer Abstellanlage. Für Hauptuntersuchungen war der Betriebshof Neasden zuständig.

#### Stationen
| \| \| \| nach Liverpool Street \| \| \| \| \| Great Eastern Main Line \| \| \| \| \| \| \| \| \| \| Shoreditch \| \| \| \| \| Whitechapel \| \| \| \| \| zur District Line/Hammersmith & City Line \| \| \| \| \| \| \| \| \| \| Shadwell \| \| \| \| \| Wapping \| \| \| \| \| Thames Tunnel \| \| \| \| \| Rotherhithe \| \| \| \| \| Canada Water \| \| \| \| \| \| \| \| \| \| Surrey Quays \| \| \| \| \| nach London Bridge \| \| \| \| \| \| \| \| \| \| \| \| \| \| \| New Cross Depot \| \| \| \| \| \| \| \| \| \| New Cross \| \| \| \| \| South Eastern Main Line \| \| \| \| \| New Cross Gate \| \| \| \| \| Brighton Main Line \| \| |  |                                           |                                           |
| Strecke |  | nach Liverpool Street                     | nach Liverpool Street                     |
| Abzweig ehemals geradeaus und nach links |  | Great Eastern Main Line                   | Great Eastern Main Line                   |
| |  |                                           |                                           |
| U-Bahn-Haltepunkt / Haltestelle |  | Shoreditch                                | Shoreditch                                |
| U-Bahn-Bahnhof |  | Whitechapel                               | Whitechapel                               |
| U-Bahn-Abzweig geradeaus und von rechts |  | zur District Line/Hammersmith & City Line | zur District Line/Hammersmith & City Line |
| U-Bahn-Tunnelanfang |  |                                           |                                           |
| U-Bahn-Bahnhof (im Tunnel) |  | Shadwell                                  | Shadwell                                  |
| U-Bahn-Haltepunkt / Haltestelle (im Tunnel) |  | Wapping                                   | Wapping                                   |
| |  | Thames Tunnel                             |                                           |
| U-Bahn-Haltepunkt / Haltestelle (im Tunnel) |  | Rotherhithe                               | Rotherhithe                               |
| U-Bahn-Haltepunkt / Haltestelle (im Tunnel) |  | Canada Water                              | Canada Water                              |
| U-Bahn-Tunnelende |  |                                           |                                           |
| U-Bahn-Haltepunkt / Haltestelle |  | Surrey Quays                              | Surrey Quays                              |
| Strecke · U-Bahn-Strecke |  | nach London Bridge                        | nach London Bridge                        |
| Abzweig geradeaus und nach links · U-Bahn-Kreuzung mit Eisenbahn geradeaus unten · Strecke von rechts |  |                                           |                                           |
| Strecke · U-Bahn-Abzweig geradeaus und nach links · Kreuzung mit U-Bahn geradeaus oben · U-Bahn-Abzweig quer und von rechts · U-Bahn-Strecke von rechts |  |                                           |                                           |
| Strecke · U-Bahn-Strecke · Strecke · U-Bahn-Betriebs-/Güterbahnhof Streckenende · U-Bahn-Strecke nach halbrechts |  | New Cross Depot                           | New Cross Depot                           |
| Strecke · U-Bahn-Strecke · Strecke · U-Bahn-Strecke von halblinks |  |                                           |                                           |
| Strecke · U-Bahn-Strecke |  | New Cross                                 | New Cross                                 |
| Strecke · U-Bahn-Strecke · Strecke |  | South Eastern Main Line                   | South Eastern Main Line                   |
| |  | New Cross Gate                            |                                           |
| Strecke |  | Brighton Main Line                        | Brighton Main Line                        |

- Shoreditch: Eröffnet am 10. April 1876; erstmalige Bedienung durch U-Bahn am 31. März 1913; geschlossen am 25. März 1995, wiedereröffnet am 27. September 1998, endgültig geschlossen am 9. Juni 2006.
- Whitechapel: Eröffnet am 10. April 1876 als Whitechapel (Mile End); umbenannt in Whitechapel am 13. Januar 1901; erstmalige Bedienung durch U-Bahn am 31. März 1913; geschlossen am 1. Februar 1902, wiedereröffnet am 2. Juni 1902.
- Shadwell: Eröffnet am 10. April 1876 als Shadwell; erstmalige Bedienung durch U-Bahn am 1. Dezember 1884; umbenannt in Shadwell & St. George-in-the-East am 1. Juli 1900; geschlossen am 2. Dezember 1906; wiedereröffnet am 31. März 1913; umbenannt in Shadwell im Jahr 1918; geschlossen am 25. März 1995; wiedereröffnet am 25. März 1998.
- Wapping: Eröffnet am 7. Dezember 1869; erstmalige Bedienung durch U-Bahn am 1. Dezember 1884; geschlossen am 2. Dezember 1906; wiedereröffnet am 31. März 1913; geschlossen am 25. März 1995; wiedereröffnet am 25. März 1998.
- Rotherhithe: Eröffnet am 7. Dezember 1869; erstmalige Bedienung durch U-Bahn am 1. Dezember 1884; geschlossen am 2. Dezember 1906; wiedereröffnet am 31. März 1913; geschlossen am 25. März 1995; wiedereröffnet am 25. März 1998.
- Canada Water: Eröffnet am 17. September 1999.
- Surrey Quays: Eröffnet am 7. Dezember 1869; erstmalige Bedienung durch U-Bahn am 1. Dezember 1884; geschlossen am 2. Dezember 1906; wiedereröffnet als Surrey Docks am 31. März 1913; umbenannt in Surrey Quays am 24. Oktober 1989; geschlossen am 25. März 1995; wiedereröffnet am 25. März 1998.
- New Cross Gate: Eröffnung ELL am 7. Dezember 1869; erstmalige Bedienung durch U-Bahn am 1. Dezember 1884; geschlossen am 31. August 1886 und einen Tag später an neuem Standort wiedereröffnet; geschlossen am 31. Juli 1905; wiedereröffnet am 31. März 1913; geschlossen am 25. März 1995; wiedereröffnet am 25. März 1998.
- New Cross: Eröffnung ELL am 1. April 1880; erstmalige Bedienung durch U-Bahn am 1. Dezember 1884; geschlossen am 2. Dezember 1906; wiedereröffnet am 31. März 1913; geschlossen am 25. März 1995; wiedereröffnet am 25. März 1998.[3]

## Verlängerung der East London Line

### Projektierung
Bereits in den 1980er Jahren hegte die Verkehrsgesellschaft London Transport die Absicht, die relativ kurze East London Line in eine lange Nord-Süd-Hauptverkehrsachse östlich der City of London umzuwandeln. Vorgesehen waren der Umbau in eine Stadtbahn ähnlich der Docklands Light Railway und – als Alternative dazu – die Wiederinbetriebnahme der Verbindung nach Liverpool Street. 1989 gab es Pläne, die Strecke in Richtung Norden nach Dalston, in Richtung Süden nach Dulwich und Peckham Rye zu verlängern. Dabei sollten bereits bestehende Eisenbahnstrecken und Bahnhöfe mitbenutzt werden (wie dies bereits auf Teilen der Bakerloo Line, der Metropolitan Line und der District Line der Fall war). Die Baukosten hätten 100 bis 120 Millionen Pfund betragen. Die verlängerte Linie hätte ursprünglich 1994 eröffnet werden sollen, doch nach zahlreichen Verzögerungen aufgrund finanzieller Engpässe wurde das Projekt schließlich fallengelassen.
Eine Lösung in der Frage der Finanzierung zeichnete sich schließlich 1999 ab, als London Transport bekanntgab, auf der Suche nach privaten Investoren zu sein. Die Aufsicht über das Projekt übernahm die Strategic Rail Authority anstatt London Underground, da die neue Strecke weitaus größere Auswirkungen auf das Eisenbahnnetz haben würde als auf die U-Bahn. Es gab auch den Vorschlag, die East London Line und weitere Großprofilbahnen der London Underground an Railtrack zu übertragen, dem für den Unterhalt der Bahninfrastruktur verantwortlichen Privatunternehmen. Dadurch wäre die Strecke in das Vorortseisenbahnnetz integriert worden. Aus praktischen Überlegungen lehnte die Regierung diesen Vorschlag jedoch ab.

### Umsetzung von Phase 1
Die Regierung erteilte am 9. Oktober 2001 die Baugenehmigung, der Baubeginn war im Dezember desselben Jahres vorgesehen. Dieser musste allerdings verschoben werden, als sich herausstellte, dass ein denkmalgeschützter Viaduktbogen aus dem 19. Jahrhundert auf dem Gelände des ehemaligen Güterbahnhofs Bishopsgate hätte abgerissen werden müssen. Interessengruppen strengten ein gerichtliches Verfahren gegen London Underground an, um den Abriss zu verhindern. Doch der Court of Appeal genehmigte das Projekt am 7. Juli 2003.

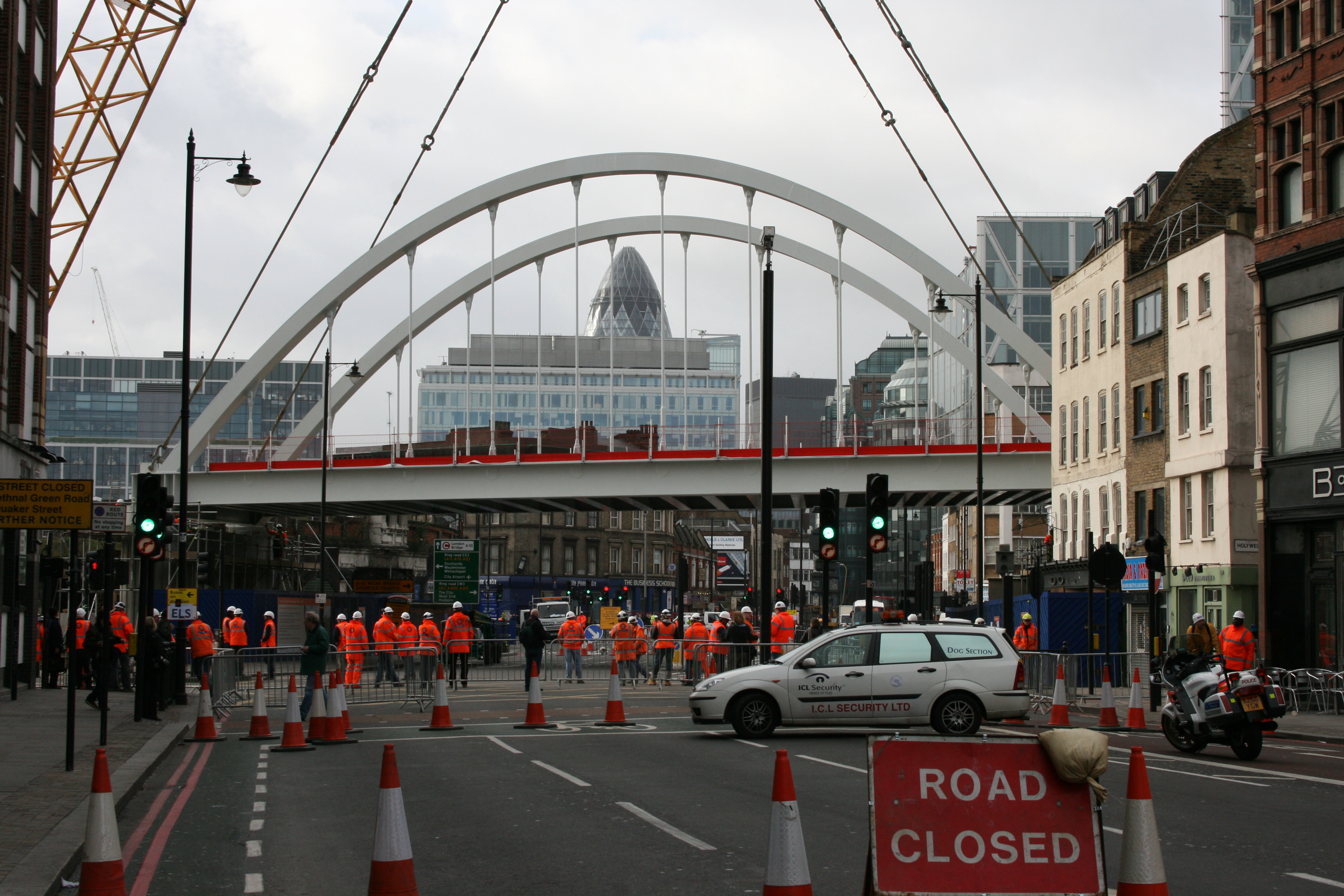
Bau der Brücke über die Shoreditch High Street (März 2008)

Vorbereitungsarbeiten durch das Unternehmen Taylor Woodrow begannen im Juni 2005 und dauerten bis Ende 2006; sie umfassten den Ersatz und die Erneuerung von 22 Brücken entlang des Kingsland Viaduct. Die Station Shoreditch wurde am 9. Juni 2006 stillgelegt. Am 22. Dezember 2007 endete der U-Bahn-Verkehr auf der East London Line und Ersatzbusse verbanden nun die Stationen miteinander; allerdings querten sie aufgrund der eingeschränkten Höhe des Rotherhithe-Tunnels nicht die Themse.
Am 27. April 2010 erfolgte die Wiedereröffnung der an beiden Enden verlängerten East London Line durch Bürgermeister Boris Johnson. Zunächst gab es einen eingeschränkten Einführungsbetrieb zwischen den Bahnhöfen Dalston Junction und New Cross bzw. New Cross Gate. Vier Wochen später, am 23. Mai 2010, wurde der Betrieb bis nach Crystal Palace und West Croydon ausgedehnt.
Der letzte noch ausstehende Abschnitt der ersten Phase zwischen Dalston Junction und Highbury & Islington wurde im März 2011 eröffnet.

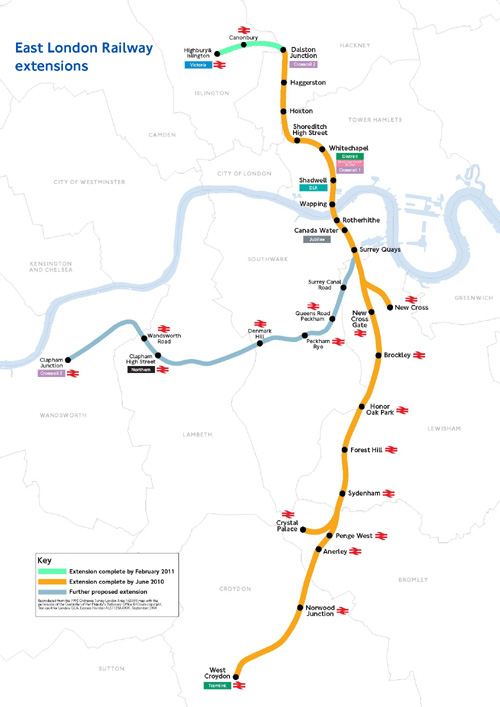
Karte der East London Line mit Erweiterungen, die hier noch als künftige Erweiterung eingetragene Linie ist seit 2012 in Betrieb

### Umsetzung von Phase 2
Die zweite Phase der Verlängerung umfasste den Bau einer 2,5 km langen Verbindungsstrecke vom Bahnhof Surrey Quays zur South London Line in Richtung Clapham Junction. Nach einigen Unsicherheiten bezüglich Finanzierung war die Ausführung der zweiten Phase im Februar 2009 genehmigt worden. Zusätzlich geplant war ein Zwischenbahnhof an der Surrey Canal Road, dieses Projekt wurde jedoch auf unbestimmte Zeit zurückgestellt. Dadurch entstand eine Ringlinie rund um das Zentrum von London. Die zweite Phase konnte am 9. Dezember 2012 in Betrieb genommen werden.